# Tadeusz Kamasa
Tadeusz Kamasa, född 22 september 1924 i Posnan, Polen, död 2003, var en polsk-svensk målare.
Kamasa studerade vid konstakademien i Krakow samt på Konsthögskolan i Stockholm 1950 och under studieresor till Italien, Danmark och Norge. Kamasa var bosatt sedan 1944 i Sverige. Separat ställde han bland annat ut i Tranås och han medverkade i samlingsutställningar med Norra Smålands konstförening. Hans konst består av stilleben, porträtt, landskap och figurstudier i olja. 1967 vann han guldmedalj vid en konstutställning i Italien för sina landskap.